# 1974年のスポーツ
- 年度別スポーツ記事一覧

1974年のスポーツでは、1974年（昭和49年）のスポーツ関連の出来事についてまとめる。
1974年前後：1973年のスポーツ - 1974年のスポーツ - 1975年のスポーツ

## できごと
- 1月10日 - 日本プロ野球で投手のセーブ記録採用
- 3月4日 - 日本高等学校野球連盟、公式試合で金属バット許可
- 4月8日 - メジャーリーグ・アトランタ・ブレーブスのハンク・アーロン、ベーブ・ルースの持つ通算本塁打記録を更新
- 4月11日 - ボクシングWBC世界ライト級タイトルマッチで、挑戦者ガッツ石松がKO勝利[1]
- 4月15日 - ゴーマン美智子がボストンマラソン優勝
- 5月1日 - 日本初の身障者専用スポーツ施設「大阪身障者スポーツセンター」オープン
- 5月4日 - 日本女性登山隊、マナスル（8156m）登頂成功
- 7月24日 - 北の湖敏満、21歳2ヶ月で最年少横綱に
- 10月2日 - サッカーのペレ引退
- 10月3日 - 柴田国明がラミロ・ボラニョスを15RKOでやぶり、2度目の防衛に成功した（WBC世界Jライト級タイトルマッチ）[2]
- 10月14日 - 読売ジャイアンツの長嶋茂雄引退
- 10月21日 - 国際オリンピック委員会、第75次総会でアマチュア規定を改正
- 10月27日 - バレーボール世界選手権で日本女子がソ連に勝ち7年ぶり3度目の王座
- 10月30日 - モハメド・アリ、7年ぶりにヘビー級チャンピオンに返り咲く
- 11月18日 - パシフィック・リーグ、来年度から指名打者制度の採用を決定
- 11月25日～12月1日 - 第1回世界スポーツ科学会議、モスクワで開催
- 12月15日 - 競馬のハイセイコー引退

## 総合競技大会
- 第7回アジア競技大会（テヘラン・9月1日～15日） - 日本の獲得メダル：金69、銀49、銅47
- 第29回水と緑のまごころ国体（冬季スケート - 北海道・1月24日～27日、冬季スキー - 福島県・2月17日～20日、夏季 - 茨城県・9月8日～11日、秋季 - 茨城県・10月20日～25日）
天皇杯順位：優勝 茨城県、第2位 東京都、第3位 埼玉県
皇后杯順位：優勝 茨城県、第2位 東京都、第3位 大阪府

## アイスホッケー
- スタンレーカップ決勝（1973-1974シーズン）
フィラデルフィア・フライヤーズ （4勝2敗） ボストン・ブルーインズ

## アメリカンフットボール
- 第8回スーパーボウル（1月13日）
マイアミ・ドルフィンズ(AFC) 24-7 ミネソタ・バイキングズ(NFC)

## 競馬
- 日本ダービーでは、皐月賞まで無敗のキタノカチドキが圧倒的1番人気だった。しかし、コーネルランサー、インターグッドと入り、キタノカチドキが3着に敗れる大波乱となった。

## ゴルフ

### 世界4大大会（男子）
- マスターズ優勝者：ゲーリー・プレーヤー（南アフリカ）
- 全米オープン優勝者：ヘール・アーウィン（アメリカ）
- 全英オープン優勝者：ゲーリー・プレーヤー（南アフリカ）
- 全米プロゴルフ優勝者：リー・トレビノ（アメリカ）

## 自転車競技

### ロードレース
- 第57回ジロ・デ・イタリア
総合優勝：エディ・メルクス（ベルギー）
- 第61回ツール・ド・フランス
総合優勝：エディ・メルクス（ベルギー）
- ロード世界選手権（カナダ・モントリオール）
男子優勝：エディ・メルクス（ベルギー）
- メルクスが、同一年にジロ・ツール・世界選を制覇するトリプルクラウンを史上初めて達成する。

## サッカー
- インターコンチネンタルカップ（現在のトヨタカップ）アトレティコ・マドリー（初優勝）
- 第10回FIFAワールドカップ決勝（西ドイツ・7月7日）
西ドイツ 2-1 オランダ
- 第53回天皇杯全日本サッカー選手権大会決勝
三菱重工業 2-1 日立製作所
- 日本サッカーリーグ
1部優勝：ヤンマーディーゼル
2部優勝：読売クラブ

## テニス

### グランドスラム
- 全豪オープン　男子単優勝：ジミー・コナーズ（アメリカ）、女子単優勝：イボンヌ・グーラゴング（オーストラリア）
- 全仏オープン　男子単優勝：ビョルン・ボルグ（スウェーデン）、女子単優勝：クリス・エバート（アメリカ）
- ウィンブルドン　男子単優勝：ジミー・コナーズ（アメリカ）、女子単優勝：クリス・エバート（アメリカ）
- 全米オープン　男子単優勝：ジミー・コナーズ（アメリカ）、女子単優勝：ビリー・ジーン・キング（アメリカ）

コナーズが4大大会年間3冠を達成。唯一逃した全仏オープンの優勝者ボルグも、これが4大大会初優勝であった。この頃、コナーズとエバートは私生活でも交際中の“ビッグ・カップル”だった。

## バスケットボール
- NBAファイナル（1973-1974シーズン）
ボストン・セルティックス（東） （4勝3敗） ミルウォーキー・バックス（西）

## ボクシング
- 柴田国明がラミロ・ボラニョス（エクアドル）を15RKOでやぶり、2度目の防衛に成功した（WBC世界Jライト級タイトルマッチ）。14Rまで審判3人が柴田有利の採点をしたとみられる試合展開だった。しかし柴田は、最終ラウンドで守りに入らず、果敢に攻め込んでKO勝ちを収めている。

## 野球
- 長嶋茂雄がこの年限りで17年間のプロ生活を最後に引退する。

## ラグビー
- 第11回日本ラグビーフットボール選手権大会
リコー 25-3 早稲田大学

## 誕生
- 1月27日 - オーレ・アイナル・ビョルンダーレン（ノルウェー、バイアスロン）
- 2月7日 - スティーブ・ナッシュ（カナダ、バスケットボール）
- 2月12日 - 高木虎之介（静岡県、レーシングドライバー）
- 2月18日 - エフゲニー・カフェルニコフ（ロシア、テニス）
- 2月19日 - 森且行（埼玉県、オートレース）
- 2月22日 - 長塚京子（千葉県、テニス）
- 2月27日 - 清水宏保（北海道、スピードスケート）
- 3月2日 - 中田大輔（石川県、トランポリン）
- 3月11日 - 山崎智也（群馬県、競艇）
- 3月12日 - 岩田康誠（兵庫県、競馬）
- 3月19日 - 後藤浩輝（神奈川県、競馬、+2015年）
- 3月21日 - 出島武春（石川県、相撲）
- 3月23日 - マーク・ハント（ニュージーランド、格闘家）
- 4月28日 - マウゴジャータ・ディデック（ポーランド、バスケットボール）
- 5月24日 - 小林雅英（山梨県、野球）
- 5月25日 - ミゲル・テハダ（ドミニカ共和国、野球）
- 6月3日 - ステファン・レコ（ドイツ、格闘家）
- 6月12日 - 松井秀喜（石川県、野球）
- 6月26日 - デレク・ジーター（アメリカ、野球）
- 7月6日 - 横西奏恵（石川県、競艇）
- 7月13日 - ヤルノ・トゥルーリ（イタリア、レーシングドライバー）
- 7月23日 - モーリス・グリーン（アメリカ、陸上競技）
- 7月24日 - 岡里明美（茨城県、バスケットボール）
- 7月29日 - 武雄山喬義（愛知県、相撲）
- 8月4日 - 山本美憂（神奈川県、レスリング）
- 8月13日 - 丸野勝虎（鹿児島県、競馬）[3]
- 8月16日 - ライアン・ロングウェル（アメリカ、アメリカンフットボール）
- 8月30日 - 内藤大助（北海道、ボクシング）
- 9月5日 - 高橋マイケル（福島県、バスケットボール）
- 9月6日 - ティム・ヘンマン（イギリス、テニス）
- 9月10日 - ミルコ・クロコップ（クロアチア、格闘家）
- 9月11日 - 今岡誠（兵庫県、野球）
- 9月13日 - 旭天鵬勝（モンゴル、相撲）
- 9月14日 - ヒシャム・エルゲルージ（モロッコ、陸上競技）
- 9月17日 - 徳山昌守（東京都、ボクシング）
- 9月22日 - ボブ・サップ（アメリカ、格闘家）
- 10月3日 - アレックス・ラミレス（ベネズエラ、野球）
- 10月8日 - 室伏広治（静岡県、陸上競技）
- 11月9日 - アレッサンドロ・デル・ピエロ（イタリア、サッカー）
- 11月16日 - ポール・スコールズ（イギリス、サッカー）
- 11月18日 - ペター・ソルベルグ（ノルウェー、レーシングドライバー）
- 11月26日 - ロマン・セブルレ（チェコ、十種競技）
- 12月4日 - 井口資仁（東京都、野球）
- 12月4日 - アンケ・フーバー（ドイツ、テニス）
- 12月8日 - 瀧本誠（茨城県、柔道）
- 12月10日 - 野村忠宏（奈良県、柔道）
- 12月12日 - 立花美哉（滋賀県、シンクロナイズド・スイミング）
- 12月21日 - カリー・ウェブ（オーストラリア、ゴルフ）

## 死去
- 2月9日 - 持田盛二（群馬県、剣道、*1885年）
- 3月3日 - ジョン・クーパー（アメリカ、陸上競技、*1940年）
- 3月22日 - ピーター・レブソン（アメリカ、レーサー、*1939年）
- 3月29日 - テディ・ヤローズ（アメリカ、ボクシング、*1910年）
- 5月26日 - シルビオ・モーザー（スイス、レーサー、*1941年）
- 6月2日 - 鈴木誠一（東京都、レーサー、*1936年）
- 6月2日 - 風戸裕（千葉県、レーサー、*1949年）
- 7月17日 - ディジー・ディーン（アメリカ、野球、*1910年）
- 8月26日 - チャールズ・リンドバーグ（アメリカ、冒険家、*1902年）
- 10月17日 - 黒尾重明（東京都、野球、*1926年）
- 11月4日 - バート・パテナウデ（アメリカ、サッカー、*1909年）
- 12月5日 - ヘイゼル・ホッチキス・ワイトマン（アメリカ、テニス、*1886年）
- 12月21日 - 福田雅之助（東京都、テニス、*1897年）
- 12月24日 - 茂木善作（山形県、陸上競技、+1893年）[4]